# Verdad vacua
En matemática y lógica, una verdad vacua o verdad vacía  es una declaración que afirma que todos los miembros del conjunto vacío poseen cierta propiedad. Por ejemplo, la declaración «todos los teléfonos celulares en la habitación están apagados» será cierta siempre que no haya ningún teléfono celular en la habitación. En este caso, la declaración «todos los teléfonos celulares en la habitación están encendidos» también sería vacuamente verdadera, tanto como la conjunción de las dos: «todos los teléfonos celulares en la habitación están encendidos y apagados».
Más formalmente, un uso relativamente bien definido se refiere a una declaración condicional con un antecedente falso. Un ejemplo de tal declaración es «si Uluru está en Francia, entonces la Torre Eiffel está en Bolivia». Tales declaraciones están consideradas vacuas porque el hecho de que el antecedente sea falso impide utilizar la declaración para inferir cualquier cosa sobre el valor de verdad del consecuente. Son ciertos debido a que un condicional material está definido para ser verdadero cuando el antecedente es falso (sin tener en cuenta si la conclusión es verdadera).
En matemática pura, las declaraciones vacuamente verdaderas no son generalmente de interés por sí solas, pero frecuentemente surgen como el caso de base de pruebas por inducción matemática. Esta idea es relevante, así como en cualquier otro campo que use lógica clásica.
Fuera de la matemática, las declaraciones que pueden ser caracterizadas informalmente como vacuamente verdaderas pueden ser confusas. Tales declaraciones hacen aserciones razonables sobre objetos cualificados que no existen realmente. Por ejemplo, un niño podría decir a su padre o madre «Comí todas las verduras de mi plato», cuando para empezar no había ninguna verdura en el plato del niño.

## Alcance del concepto
Una declaración {\displaystyle S} es «vacuamente cierta» o «vacíamente cierta» si se parece a la declaración {\displaystyle P\Rightarrow Q}, donde se sabe que {\displaystyle P} es falso.
Declaraciones que puede ser reducidas (con transformaciones adecuadas) a esta forma básica incluyen las siguientes declaraciones universalmente cuantificadas:
- {\displaystyle \forall x:P(x)\Rightarrow Q(x)}, donde es el caso que {\displaystyle \forall x:\neg P(x)}.
- {\displaystyle \forall x\in A:Q(x)}, donde el conjunto {\displaystyle A} es el vacío.
- {\displaystyle \forall \xi :Q(\xi )}, donde el símbolo {\displaystyle \xi } está restringido a tipo que no tenga representativos.

La verdad vacua aparece más comúnmente en la lógica clásica, que en particular es bivaluada (es decir, con dos valores de verdad, «verdadero» y «falso»). Aun así, la verdad vacua también aparece en, por ejemplo, en la lógica intuicionista en las mismas situaciones que las dadas anteriormente. De hecho, si 
{\displaystyle P}
es falso, 
{\displaystyle P\Rightarrow Q} arrojará una verdad vacua en cualquier lógica que use el condicional material; si 
{\displaystyle P}
es una falsedad necesaria, entonces también arrojará una verdad vacua bajo el condicional estricto.
Otras lógicas no clásicas (por ejemplo, la lógica relevante) pueden intentar evitar verdades vacuas por medio de condicionales alternativos (por ejemplo, el condicional contrafactual).

## Ejemplos
Estos ejemplos, uno de matemática y otro de lenguaje natural, podrían ayudar a ilustrar el concepto:
«Para cualquier entero x, si x > 5 entonces x > 3». – Esta declaración es cierta no-vacuamente (dado que algunos enteros son más grandes que 5), pero algunas de sus implicaciones son solo vacuamente verdaderas: por ejemplo, cuándo x es el entero 2, la declaración implica la verdad vacua «si 2 > 5 entonces 2 > 3».
«Eres mi sobrino favorito. De hecho, eres mi único sobrino». – Dado que la tía no tiene un sobrino el cual le guste más además del cual se está dirigiendo, «Eres mi sobrino favorito» es verdadera, pero dado que entonces tampoco tiene un sobrino que le guste menos, es una verdad vacua.